# Alexis Fonteyne
Alexis Joseph Steverlynck Fonteyne (Campinas, 19 de agosto de 1967) é um empresário e político brasileiro. De família belga, é filiado ao Partido Novo e foi Deputado federal pelo estado de São Paulo de 2019 a 2023.
Antes de entrar na política, Fonteyne se formou em Engenharia mecânica e atuou como Empresário. Ele também foi presidente da Associação Nacional de Pisos e Revestimentos de Alto Desempenho (ANAPRE) e conselheiro do Centro das Indústrias do Estado de São Paulo (Ciesp).

## Desempenho Eleitoral
| Ano  | Eleição                         | Partido | Candidato a      | Votos  | %     | Resultado | Ref   |
| ---- | ------------------------------- | ------- | ---------------- | ------ | ----- | --------- | ----- |
| 2018 | Eleições estaduais em São Paulo | NOVO    | Deputado Federal | 45.298 | 0,21% | Eleito    | [ 4 ] |
| 2022 | Eleições estaduais em São Paulo | NOVO    | Deputado Federal | 20.963 | 0,09% | Suplente  | [ 5 ] |